# Сувон уорлд кап стадиум
«Суво́н уо́рлд кап ста́диум», неофициальное название «Большая птица», — многофункциональный стадион в Сувоне в провинции Кёнгидо, Южная Корея. С 2001 года является домашним стадионом футбольного клуба «Сувон Самсунг Блууингс».
Стадион был построен специально для чемпионата мира по футболу 2002 года. Уже за год до чемпионата мира по футболу это был один из трёх южнокорейских объектов Кубка конфедераций 2001 года. Спортивный комплекс стоимостью 230 миллионов долларов был открыт 13 мая 2001 года после начала строительства 15 ноября 1996 года. В настоящее время он предлагает 43 288 мест, из которых 208 для инвалидов, 907 VIP-мест и 1312 мест для прессы. Здание стадиона получило прозвище «Большая птица» из-за конструкции крыши с прямой спиной, которая напоминает крылья птицы. Это единственный стадион в Южной Корее, построенный на добровольные пожертвования граждан. Имена и адреса жертвователей выгравированы на обратной стороне спинок сидений. В 2017 году арена использовалась для матчей чемпионата мира среди игроков не старше 20 лет.